# Charlie Chan – Ein fast perfektes Alibi
Charlie Chan – Ein fast perfektes Alibi (Originaltitel: Dark Alibi) ist ein US-amerikanischer Kriminalfilm aus dem Jahr 1946 von Phil Karlson mit Sidney Toler, der zum 19. Mal den von Earl Derr Biggers erfundenen chinesisch-hawaiianischen Detektiv spielt.

## Handlung
Als der ehemalige Sträfling Thomas Harley in der Pension ankommt, in der er mit seiner Tochter June lebt, wird er verhaftet, weil er eine Bank ausgeraubt und einen Wachmann getötet haben soll. Obwohl er behauptet, dass er durch eine Notiz seines ehemaligen Zellengenossen Dave Wyatt in das Carey Theatrical Warehouse gerufen und anschließend dort eingesperrt wurde, glaubt die Polizei seinem Alibi nicht, da Wyatt seit acht Jahren tot ist. Nachdem am Tatort gefundene Fingerabdrücke als die von Harley identifiziert werden, wird er zum Tode verurteilt. June ist fest entschlossen, die Unschuld ihres Vaters zu beweisen, und kontaktiert den Detektiv Charlie Chan, der zustimmt, dass der Fall verdächtig erscheint.
Zusammen mit Junes Freund, dem Gefängniswärter Hugh Kensey, befragt Chan Mrs. Foss, die Vermieterin der Pension, die oft an ehemalige Sträflinge vermietet. Sie entdecken, dass die Notiz, die angeblich von Wyatt stammt, auf Foss‘ Schreibmaschine geschrieben wurde. Chan befragt die anderen Bewohner. So arbeitet Miss Petrie für ein kleines Gehalt bei einer Sozialstiftung. Mr. Johnson ist Buchhalter der Carey Theatrical Company, Mr. Danvers ein Verkäufer von Bankalarmsystemen und Emily Evans ein Showgirl, dessen Kostüm im Lagerhaus gefunden wurde. Sowohl Danvers als auch Evans waren unmittelbar vor den dortigen Bankenüberfällen in andere Städte gereist.
Am nächsten Tag fahren Chan, sein Sohn Tommy und sein Chauffeur Birmingham Brown zum Gefängnis, wo ein unbekannter Angreifer auf sie schießt. Chan ist überzeugt, dass die am Tatort gefundenen Fingerabdrücke gefälscht waren. Nach dem Studium der Polizeiberichte stellt Chan fest, dass zwar für jeden der vorherigen Raubüberfälle ein anderer Mann verurteilt wurde, jeder Mann jedoch im selben Gefängnis inhaftiert war und die Vorgehensweise in jedem Fall identisch war. Es stellt sich heraus, dass Miss Petrie die Frau von Jimmy Slade ist, der in der Gefängnisverwaltung für die Fingerabdrücke zuständig ist. Als Miss Petrie verschwindet, eilen Chan, Birmingham und Tommy zum Lagerhaus der Carey Theatrical Company. Dort finden sie Johnson und Miss Petrie, die kurz darauf vor dem Lagerhaus von einem Lastwagen getötet werden. Als Chan ins Gefängnis zurückkehrt und feststellt, dass die Karteikarten mit den Fingerabdrücken manipuliert wurden, belauscht Slade Chan und wird bei einem Fluchtversuch tödlich verwundet. Kurz bevor er stirbt erklärt er, dass er die Verantwortung nicht übernehmen wird. Chan macht Abdrücke von allen Bewohnern der Pension und findet Johnsons auf einer der Gefängniskarten. Anschließend kehrt Chan zum Lagerhaus zurück und entdeckt die Ausrüstung, die zum Fälschen von Fingerabdrücken erforderlich ist, in dem Lastwagen, der Miss Petrie getötet hat. Danvers versucht, Chan zu töten, wie er es bei Johnson getan hat, um ihn vom Reden abzuhalten. Nachdem Harley befreit ist, erklärt Chan, dass Slade die Abdrücke an Johnson geschickt hat, der sie für Danvers kopiert hat, der die Raubüberfälle verübt hat. Er fügt hinzu, dass Kensey der Anführer der Bande war und als Harley sich seiner Heirat mit June widersetzte, beschuldigte ihn der Wachmann.

## Hintergrund
Gedreht wurde der Film ab Mitte Dezember 1945.
Ursprünglich war Minerva Urecal für die Rolle der Mrs. Foss vorgesehen. Sie wurde von Edna Holland ersetzt.
Mario Castegnaro, Larry Glickman und Augie Lohman schufen die Spezialeffekte. William H. Wilmarth sorgte für die Musikmischung.

## Synchronisation
Die deutsche Synchronfassung entstand 1978 im Auftrag der Lingua Film in München unter der Dialogregie von Gert Rabanus.
| Rolle            | Schauspieler    | Deutscher Synchronsprecher |
| ---------------- | --------------- | -------------------------- |
| Charlie Chan     | Sidney Toler    | Klaus Höhne                |
| Birmingham Brown | Mantan Moreland | Rainer Basedow             |
| Benjamin Brown   | Ben Carter      | Jürgen Clausen             |
| Tommy Chan       | Benson Fong     | Holger Ungerer             |
| June Harley      | Teala Loring    | Katrin Schönermark         |
| Hugh Kelsey      | George Holmes   | Gerhard Garbers            |
| Emily Evans      | Joyce Compton   | Kerstin de Ahna            |
| Anthony Morgan   | John Eldredge   | Leon Rainer                |
| Direktor Cameron | Russell Hicks   | Malte Jaeger               |
| Thomas Harley    | Edward Earle    | Joachim Wichmann           |
| Danvers          | Ray Walker      | Hans Jürgen Diedrich       |
| Johnson          | Milton Parsons  | Kurt Zips                  |
| Mrs. Foss        | Edna Holland    | Helga Roloff               |
| Punchy           | Meyer Grace     | Kurt Zips                  |
| Kriminalbeamter  | Tom Quinn       | Charles Brauer             |
| Thompson         | William Ruhl    | Erik Schumann              |

Anmerkung: Die kursiv geschriebenen Namen sind Rollen und Darsteller, die nicht im Abspann erwähnt wurden.

## Veröffentlichung
Die Premiere des Films fand am 25. Mai 1946 statt. In der Bundesrepublik Deutschland wurde er am 15. November 1978 im deutschen Fernsehen ausgestrahlt.